# Phyllocarida
Phyllocarida — це підклас ракоподібних, що включає існуючі Тонкопанцирні (Leptostraca) і вимерлі ряди Hymenostraca і Archaeostraca. Це найдревніша група вищих ракоподібних, викопні представники якої відомі з кембрійського періоду. Відомо 36 сучасних видів з ряду Тонкопанцирні (Leptostraca).